# 이와시마역
이와시마역(일본어: 岩島駅)은 일본 군마현 아가쓰마군 히가시아가쓰마정에 위치한 동일본 여객철도 아가쓰마 선의 철도역이다. 상대식 승강장 2면 2선의 구조를 갖춘 지상역이다.

## 이용 현황
| 승차 인원 추이 | 승차 인원 추이 |
| 연도           | 1일 평균       |
| -------------- | -------------- |
| 2002           | 79             |
| 2003           | 71             |
| 2004           | 72             |
| 2005           | 65             |
| 2006           | 71             |
| 2007           | 69             |
| 2008           | 57             |
| 2009           | 51             |
| 2010           | 44             |
| 2011           | 47             |

## 역 주변
- 아즈마야 산
- 아가쓰마 계곡
- 가와나카 온천 · 마쓰노유 온천

## 역사
- 1945년
  - 1월 2일 : 이와시마 신호장으로서 개업.
  - 8월 5일 : 화물역으로 승격, 이와시마역 개업.
  - 11월 20일 : 여객 취급 개시.
- 1987년 4월 1일 : 일본국유철도 분할 민영화에 의해, 동일본 여객철도가 승계.
- 2014년
  - 9월 24일 : 핫타 댐 본체 건설 공사가 개시된 일로 인해, 이 역부터 나가노하라쿠사쓰구치역까지의 구간을 새로운 선로로 바꾸기 위해, 종전선을 사용해서 영업 운전을 종료.
  - 10월 1일 : 이 역부터 나가노하라쿠사쓰구치 역 간의 구간이 새로운 선로로 부설되어, 새로운 선로 경유로 아가쓰마 선 전 노선의 영업 운전을 재개.

## 인접 역
| 동일본 여객철도 아가쓰마 선     | 동일본 여객철도 아가쓰마 선 | 동일본 여객철도 아가쓰마 선 |
| ------------------------------- | --------------------------- | --------------------------- |
| 야구라 다카사키 · 시부카와 방면 | ■ 아가쓰마 선               | 가와라유온센 오마에 방면    |